# Sanry-sur-Nied
Sanry-sur-Nied – miejscowość i gmina we Francji, w regionie Grand Est, w departamencie Mozela.
Według danych na rok 1990 gminę zamieszkiwało 310 osób, a gęstość zaludnienia wynosiła 64 osób/km² (wśród 2335 gmin Lotaryngii Sanry-sur-Nied plasuje się na 740. miejscu pod względem liczby ludności, natomiast pod względem powierzchni na miejscu 1024.).